# Barnett Freedman
Barnett Freedman (* 19. Mai 1901 in Stepney, London; † 4. Januar 1958 in London) war ein britischer Maler, Buchillustrator, Typograf, Lithograf und einer der führenden Designer Großbritanniens des 20. Jahrhunderts.

## Leben
Barnett Freedman wurde als Sohn russisch-jüdischer Einwanderer in Stepney im Londoner East End geboren. Aufgrund gesundheitlicher Probleme verbrachte er sein neuntes bis dreizehntes Lebensjahr im London Hospital, wo er lesen, schreiben und Geige spielen lernte. Im Alter von fünfzehn Jahren begann Freedman als Büroangestellter und arbeitete später als Zeichner bei einem Steinmetz und in einem Architekturbüro. Abends besuchte er Kurse an der Saint Martin’s School of Art. Obwohl er zunächst keinen Studienplatz erhielt, wurde er mit Unterstützung von William Rothenstein, dem Direktor des Royal College of Art, aufgenommen und studierte dort von 1922 bis 1925. Nach seinem Abschluss heiratete er die Künstlerin Beatrice Claudia Guercio. In den folgenden Jahren arbeitete er als freischaffender Künstler und Designer. Barnett Freedmans erster großer Auftrag war die Gestaltung und Illustration von Siegfried Sassoons „Memoirs of an Infantry Officer“ für den Verlag Faber & Faber. Es folgten Dutzende von Buchumschlägen für klassische Romane von Charles Dickens, Charlotte Brontë und Leo Tolstoi. Seine Entwürfe für „Krieg und Frieden“ (1938) und „Anna Karenina“ (1951) gehören zu den schönsten Beispielen der Buchgestaltung des 20. Jahrhunderts.
Seine Arbeiten sind an allen möglichen Orten des täglichen Lebens zu finden, vom Postamt bis zur Kneipe. 1935 entwarf Freedman „The King’s Stamp“, eine Briefmarke zum silbernen Thronjubiläum von König George V. Später, in den 1950er Jahren, beriet Freedman Guinness bei seinen Werbekampagnen. Insbesondere organisierte er die Serie der Guinness Lithographien mit Drucken für Pubs. Bei Ausbruch des Zweiten Weltkriegs wurde er zum offiziellen Kriegskünstler ernannt. Zusammen mit Edward Ardizzone und Edward Bawden reiste er mit der British Expeditionary Force nach Frankreich. Im Jahr 1941 arbeitete er an Bord der HMS Repulse und schuf einen populären Druck für die National Gallery. Im Juni 1944 reiste er nach Frankreich, um die Nachwirkungen der Landung in der Normandie zu dokumentieren. Barnett Freedman erhielt 1947 den Verdienstorden CBE und wurde 1949 zum Royal Designer for Industry ernannt.

## Werk
Barnett Freedman war ein vielseitiger Künstler, der in verschiedenen Bereichen tätig war:
- Buchillustration und -gestaltung: Er illustrierte Werke wie War and Peace (1938), Oliver Twist (1939), Wuthering Heights (1941), Jane Eyre (1942) und Anna Karenina (1951).
- Lithografie: Freedman war ein Pionier der Autolithografie, bei der der Künstler direkt auf den Lithografiestein zeichnet.
- Kriegsreportagen: Während des Zweiten Weltkriegs war er offizieller Kriegskünstler und dokumentierte das Leben britischer Soldaten und Matrosen.
- Grafikdesign: Er entwarf Plakate, Briefmarken, Verpackungen und Werbematerial für Unternehmen wie London Transport, Shell-Mex, British Petroleum und Ealing Films.
- Lehrtätigkeit: Nach dem Krieg unterrichtete er am Royal College of Art und an der Ruskin School of Art.